# 湯尼·阿瑪斯
安東尼奧·拉斐爾·阿瑪斯·馬查多（西班牙語：Antonio Rafael Armas Machado，1953年7月12日—），為前美國職棒大聯盟的外野手，他生涯曾效力於海盜、運動家、紅襪與天使等隊。他是前大聯盟投手Tony Armas Jr.的父親和前大聯盟外野手Marcos Armas的哥哥。
阿瑪斯是史上第一位獲得大聯盟全壘打王的委內瑞拉人。但他整個職業生涯進入傷兵名單多達12次，導致他無法累積更多數據。

## 職業生涯

### 匹茲堡海盜
1971年，18歲的阿瑪斯就已經在小聯盟出賽。他在1976年擴編登上大聯盟，並在6個打數中敲出2支安打。
1977年春訓，海盜將阿瑪斯、Doug Bair、Dave Giusti、Rick Langford、Doc Medich和Mitchell Page交易到運動家，換來Chris Batton、Phil Garner和Tommy Helms。

### 奧克蘭運動家
1977年，阿瑪斯隨即成為球隊的先發右外野手，不過他頻繁的受傷，導致他1978年和1979年的出賽數都不到100場。
1981年，大聯盟賽事因為罷工縮水，不過阿瑪斯敲出22轟，成為了美聯全壘打王。1982年，他在一場比賽中一共獲得12次守備機會，其中累積11次刺殺，寫下大聯盟右外野手單場守備紀錄。球季結束後，運動家將阿瑪斯和Jeff Newman交易到紅襪，換來Carney Lansford、Garry Hancock和Jerry King。

### 波士頓紅襪
來到紅襪後，阿瑪斯轉任中外野手。1983年，他只繳出2成18的打擊率，不過他敲出聯盟次高的36轟與107分打點。
1984年，阿瑪斯迎來了生涯年。該年他的打擊率為2成68，並敲出43轟與123分打點，敲出77支長打。他不僅入選明星賽，還拿下全壘打王與打點王，最後還獲得銀棒獎。
在1980年代初期，美聯沒有任何人的全壘打數比阿瑪斯多。不過從1986年起，阿瑪斯便面臨腿部傷勢困擾。他在1986年世界大賽只上場打擊一次。隨著球隊交易來Dave Henderson，阿瑪斯也在1986年球季結束後被釋出。

### 加州天使
1987年7月，阿瑪斯加盟天使。他在天使打了三年，最後在1989年球季結束後退休。

## 生涯打擊成績
| 出賽次數 | 打席 | 打數 | 得分 | 安打 | 二安 | 三安 | 全壘打 | 打點 | 盜壘 | 保送 | 三振 | 打擊率 | 上壘率 | 長打率 | OPS  |
| -------- | ---- | ---- | ---- | ---- | ---- | ---- | ------ | ---- | ---- | ---- | ---- | ------ | ------ | ------ | ---- |
| 1432     | 5502 | 5164 | 614  | 1302 | 204  | 39   | 251    | 815  | 18   | 260  | 1201 | .252   | .287   | .453   | .740 |

## 個人生活
阿瑪斯有12個兄弟姐妹，其中弟弟Marcos曾在1993年短暫登上大聯盟。兒子小湯尼曾在大聯盟投了10年的球。

## 外部連結
- 球員資訊和成績在MLB ，ESPN ，Retrosheet ，Baseball Reference ，Baseball Reference (Minors) ，Fangraphs（英文）
- 湯尼·阿瑪斯在台灣棒球維基館上的頁面（繁體中文）